# La Isla, Papantla
La Isla är en ort i Mexiko.   Den ligger i kommunen Papantla och delstaten Veracruz, i den sydöstra delen av landet, 220 km nordost om huvudstaden Mexico City. La Isla ligger 41 meter över havet och antalet invånare är 556.
Terrängen runt La Isla är varierad. Runt La Isla är det ganska tätbefolkat, med 230 invånare per kvadratkilometer. Närmaste större samhälle är Papantla de Olarte, 13,8 km nordväst om La Isla. Omgivningarna runt La Isla är en mosaik av jordbruksmark och naturlig växtlighet.